# Ombra Racing
Ombra Racing – włoski zespół startujący w wyścigach samochodowych założony w 1994 roku, kiedy to rozpoczął starty w Formule Junior. Obecnie startuje w wyścigach GT: GT Spint oraz International GT Open. W przeszłości jednak zespół pokazywał się na starcie wyścigów bolidów jednomiejscowych w Auto GP World Series w latach 2010-2012, w której to serii zdobyła mistrzostwo kierowców z Kevinem Cecconem, w Międzynarodowej Formule Master w 2007 roku, w Formule 3 Euro Series, Włoskiej Formule 3, Brytyjskiej Formule 3 oraz w Niemieckiej Formule 3. Prócz Auto GP ekipa zdobyła także mistrzowski tytuł zarówno wśród zespołów, jak i wśród kierowców w 2004 roku z Matteo Cressonim w mistrzostwach Włoskiej Formuły 3.

## Starty

### Auto GP
| Rok  | Bolid      | Kierowcy             | Wyścigi | Wygrane | PP | NO | Pkt | M.K. | M.Z. |
| ---- | ---------- | -------------------- | ------- | ------- | -- | -- | --- | ---- | ---- |
| 2010 | Lola–Zytek | Giorgio Pantano      | 10      | 0       | 0  | 1  | 8   | 13   | 9    |
| 2011 | Lola–Zytek | Kevin Ceccon         | 14      | 1       | 0  | 3  | 130 | 1    | 5    |
| 2011 | Lola–Zytek | Francesco Dracone    | 14      | 0       | 0  | 0  | 1   | 21   | 5    |
| 2011 | Lola–Zytek | Pasquale Di Sabatino | 14      | 0       | 0  | 0  | 38  | 12   | 5    |
| 2011 | Lola–Zytek | Stefano Bizzarri     | 2       | 0       | 0  | 0  | 0   | 22   | 5    |
| 2011 | Lola–Zytek | Michele la Rosa      | 2       | 0       | 0  | 0  | 0   | 23   | 5    |
| 2012 | Lola–Zytek | Adderly Fong         | 4       | 0       | 0  | 0  | 4   | 21   | 6    |
| 2012 | Lola–Zytek | Yann Cunha           | 4       | 0       | 0  | 0  | 8   | 18   | 6    |
| 2012 | Lola–Zytek | Antônio Pizzonia     | 4       | 2       | 0  | 0  | 45  | 9    | 6    |
| 2012 | Lola–Zytek | Antonio Spavone      | 12      | 0       | 0  | 0  | 41  | 10   | 6    |
| 2012 | Lola–Zytek | Giancarlo Serenelli  | 12      | 0       | 0  | 0  | 34  | 12   | 6    |
| 2012 | Lola–Zytek | Rafael Suzuki        | 2       | 0       | 0  | 0  | 12  | 17   | 6    |